# Museum Brandhorst

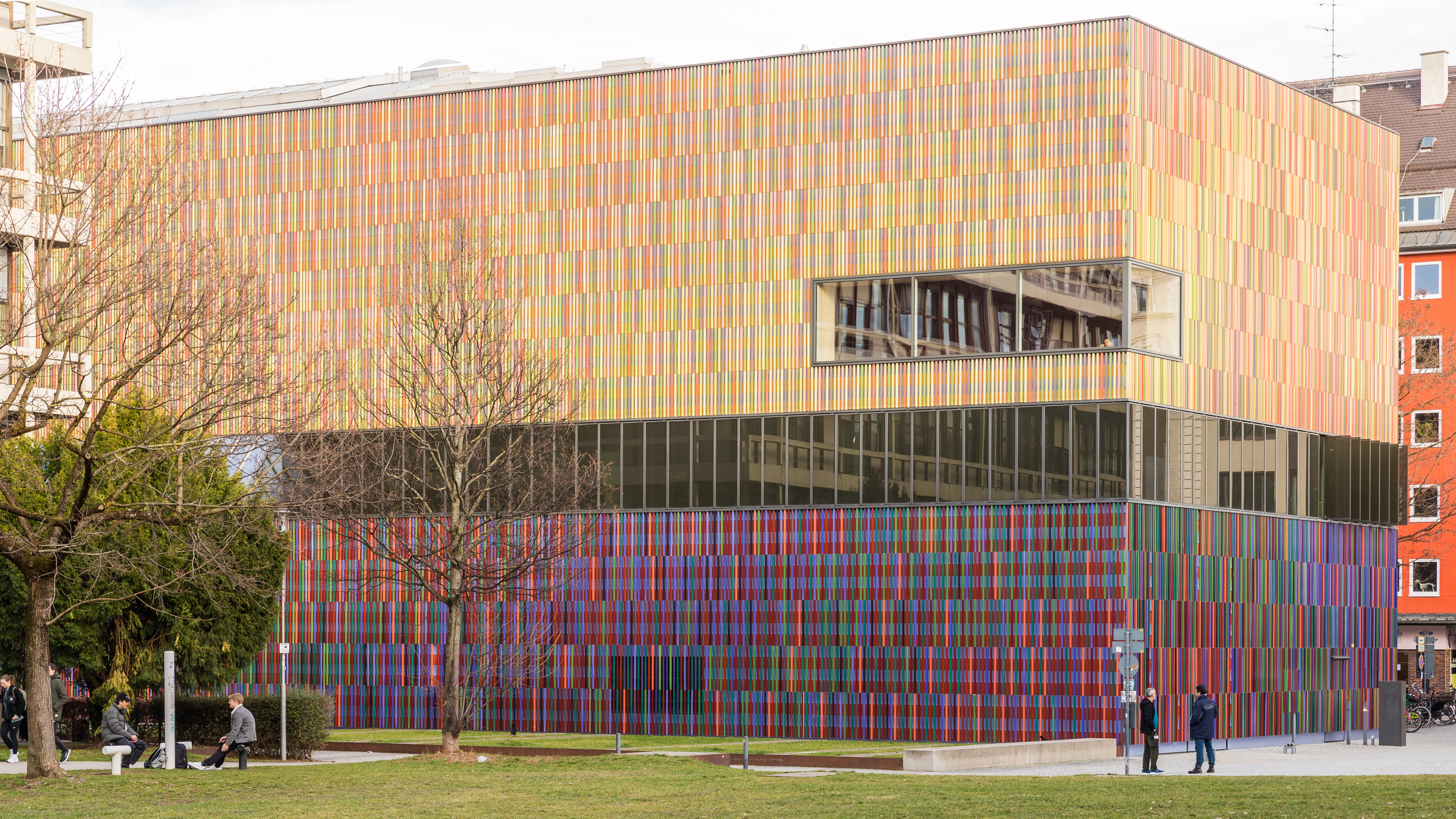
Museum Brandhorsts sydvästfasad

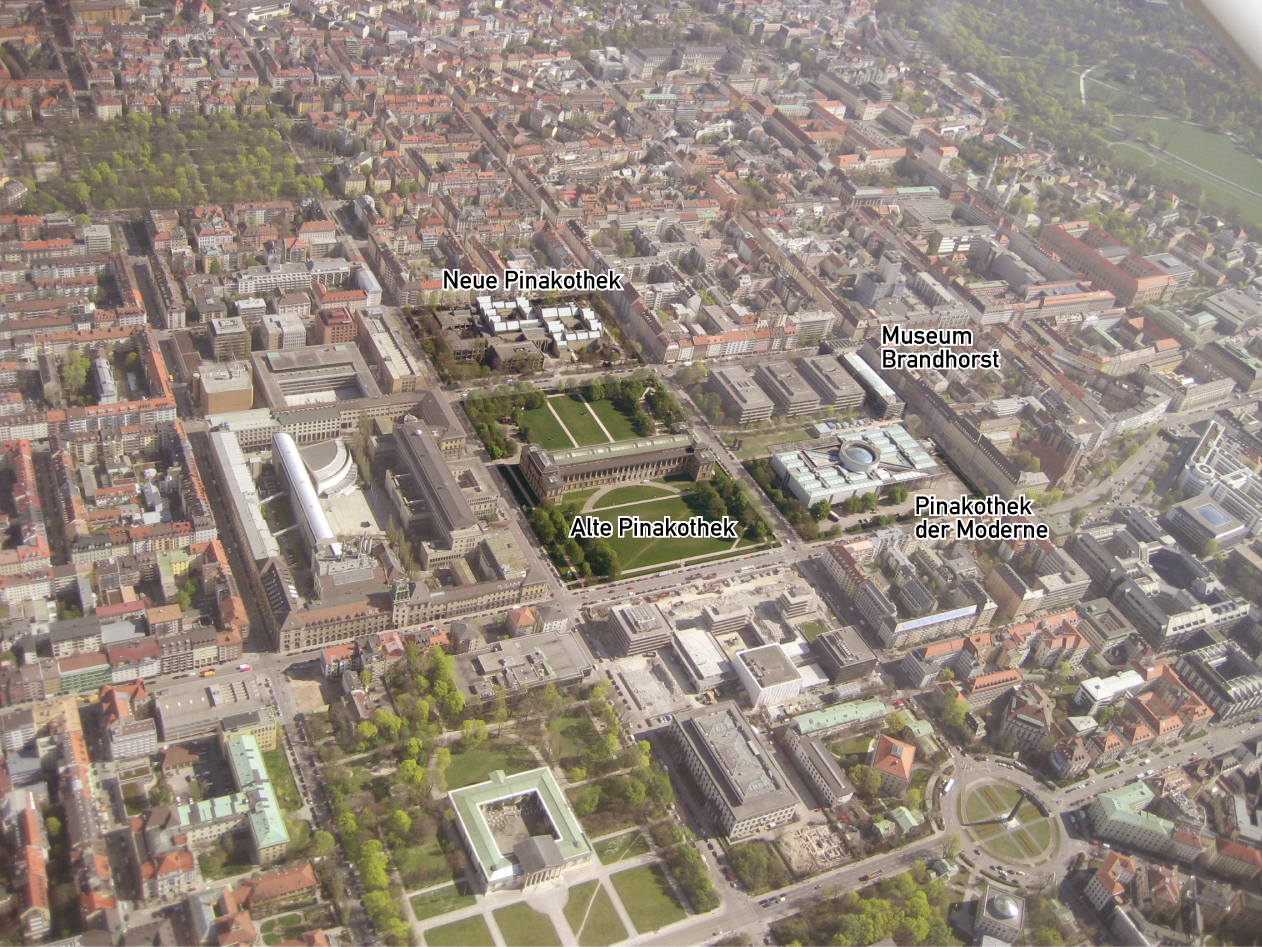
Museets läge i Kunstareal München

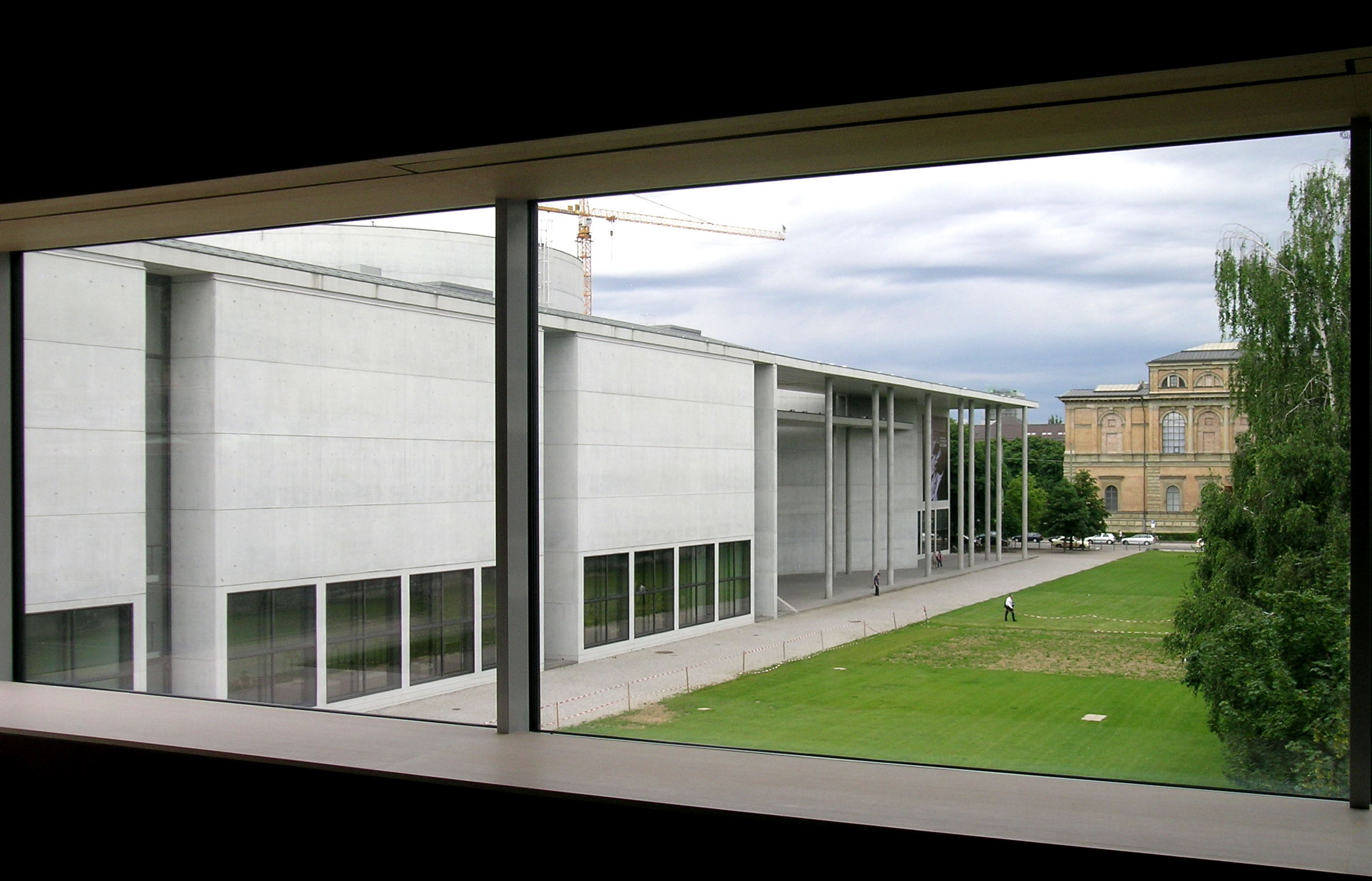
Utsikt från sittrummet mot Pinakothek der Moderne

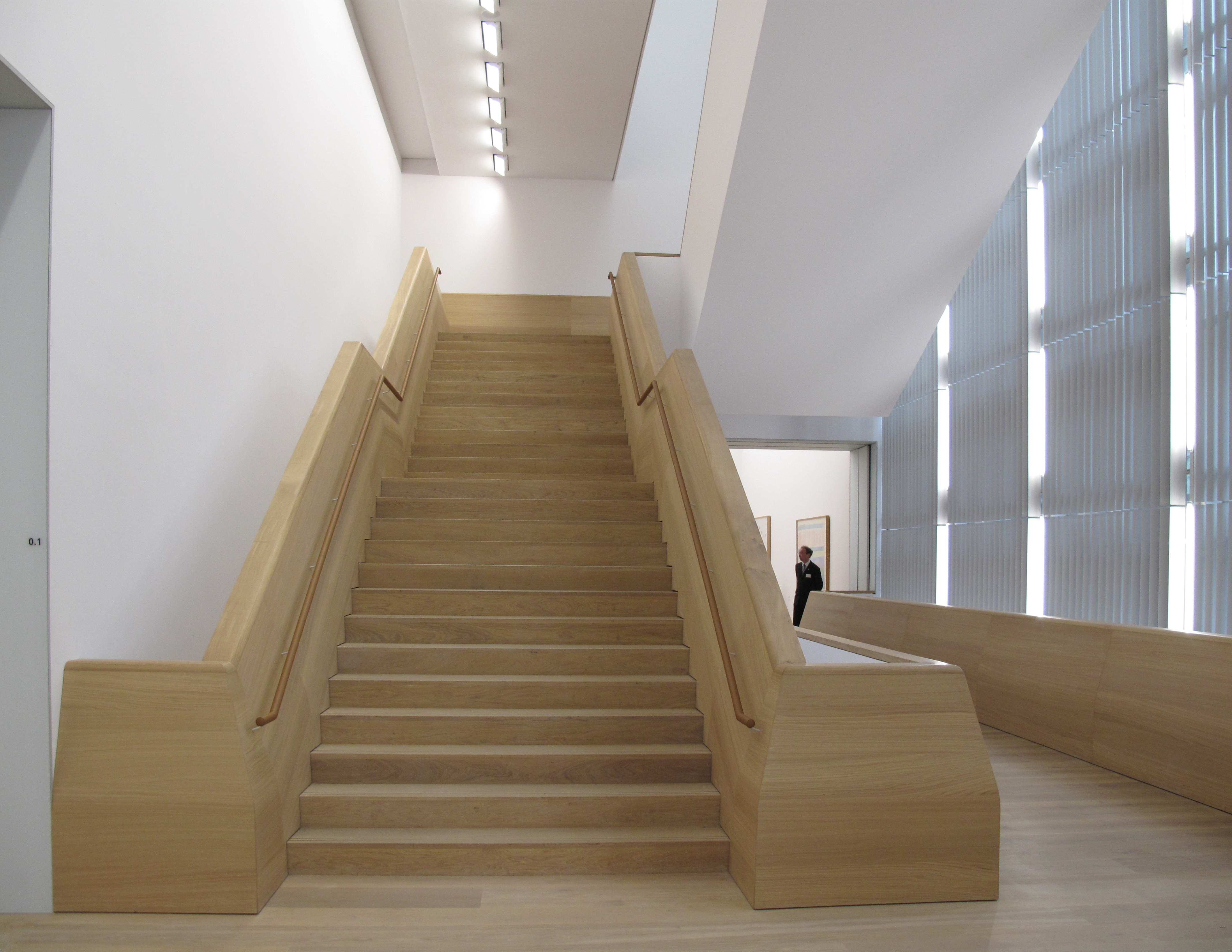
Trapphus

Museum Brandhorst är ett konstmuseum i Kunstareal München i München.
Museum Brandhorst är uppbyggt på Udo och Anette Brandhorsts samlingar av modern och samtida konst. Byggnaden ligger i anslutning till Türkentor och Pinakothek der Moderne. Museet öppnades i maj 2009 och drivs av delstaten Bayern.

## Byggnaden
Museum Brandhorst är uppfört av delstaten Bayern på platsen för de tidigare Türkenkaserne och ritat av arkitektfirman Sauerbruch Hutton. Den har omkring 3 200 m² utställningsyta och sammanlagt 5 300 m² golvyta.
Fasaden är försedd med 36 000 keramikstavar i 36 färger med avstånd emellan. De ger olika mönster och färgintryck beroende på betraktarens avstånd från byggnaden och den vinkel som huset ses i. Stavarna är monterade på perforerade plåtar framför betongväggarna, vilket ger en ljudabsorbering och en energibesparing.

## Samlingarna
Museets konstverk samlades från 1970-talet och fram till millennieskiftet av arvtagerskan till företaget Henkel, Anette Brandhorst och hennes make Udo Brandhorst. Samlingen gavs 1993 till Udo und Anette Brandhorst Stiftung, med ett stiftelsekapital på 120 miljoner euro.
Samlingen omfattar över 700 verk med tyngdpunkt i verk från tiden efter andra världskriget, bland annat över 60 verk av Cy Twombly.

### Urval av verk i samlingarna
- Cy Twombly: Bacchus; Summer Madness; Lepanto;(Roses)
- Andy Warhol: Self-Portrait; Eggs; Knives; Marilyn;Natalie Wood
- Joseph Beuys: Wo ist mein Schmuck? Wo sind meine Scheiben, meine Zaumzeuge?
- Damien Hirst: Waste; In this terrible moment we are victims clinging helplessly to an environment that refuses to acknowledge the soul; Looking Forward to a Complete Suppression of Pain
- Sigmar Polke: Die drei Lügen der Malerei; Liberté, Egalité, Fraternité
- John Chamberlain: Lord Suckfist
- Bruce Nauman: 2 Heads on Base #1; Mean Clown Welcome
- Eric Fischl: Living Room, Scene 3 (Spinning); Japanese Bath

## Fotogalleri

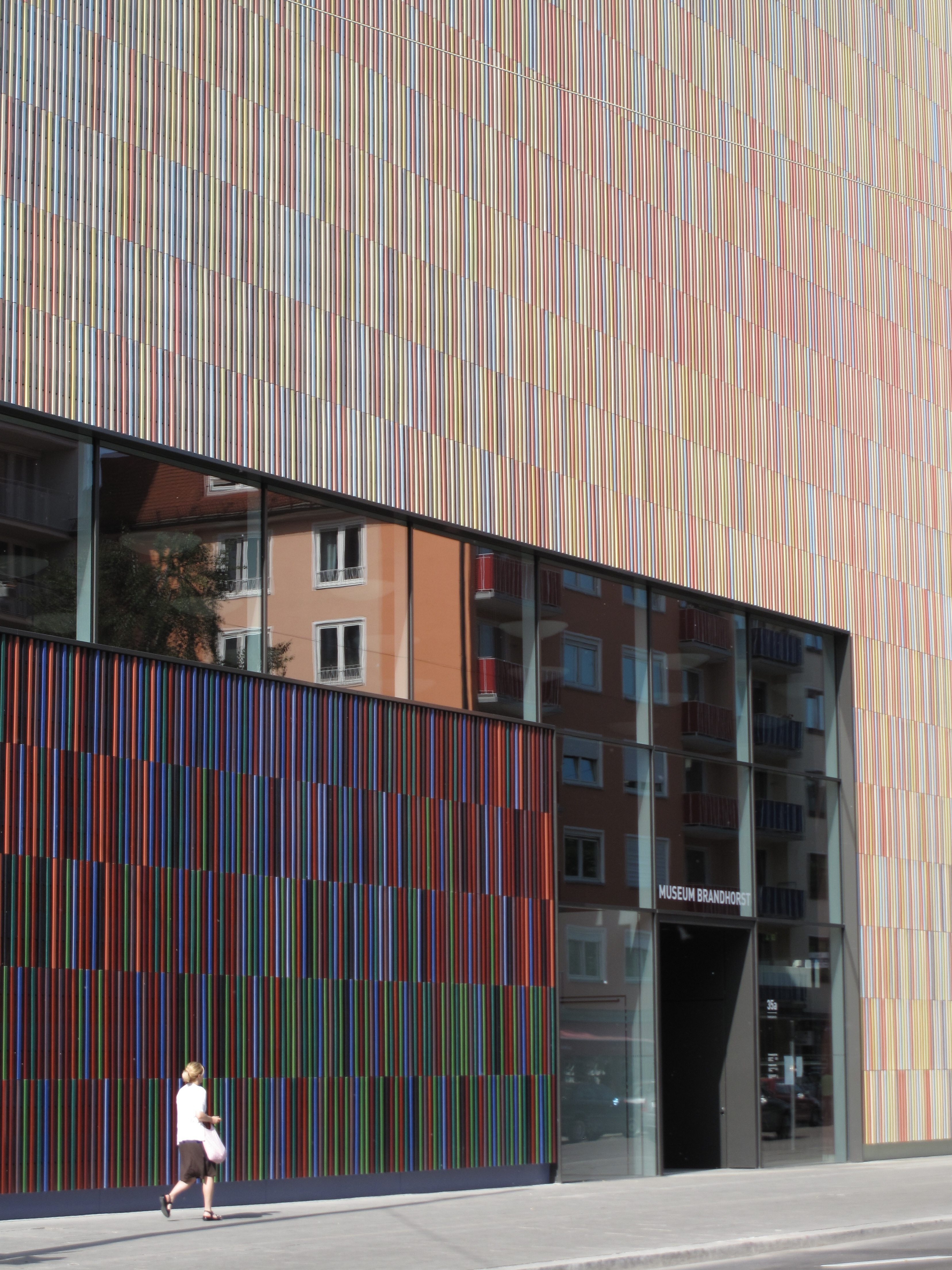
Entré från nordsidan
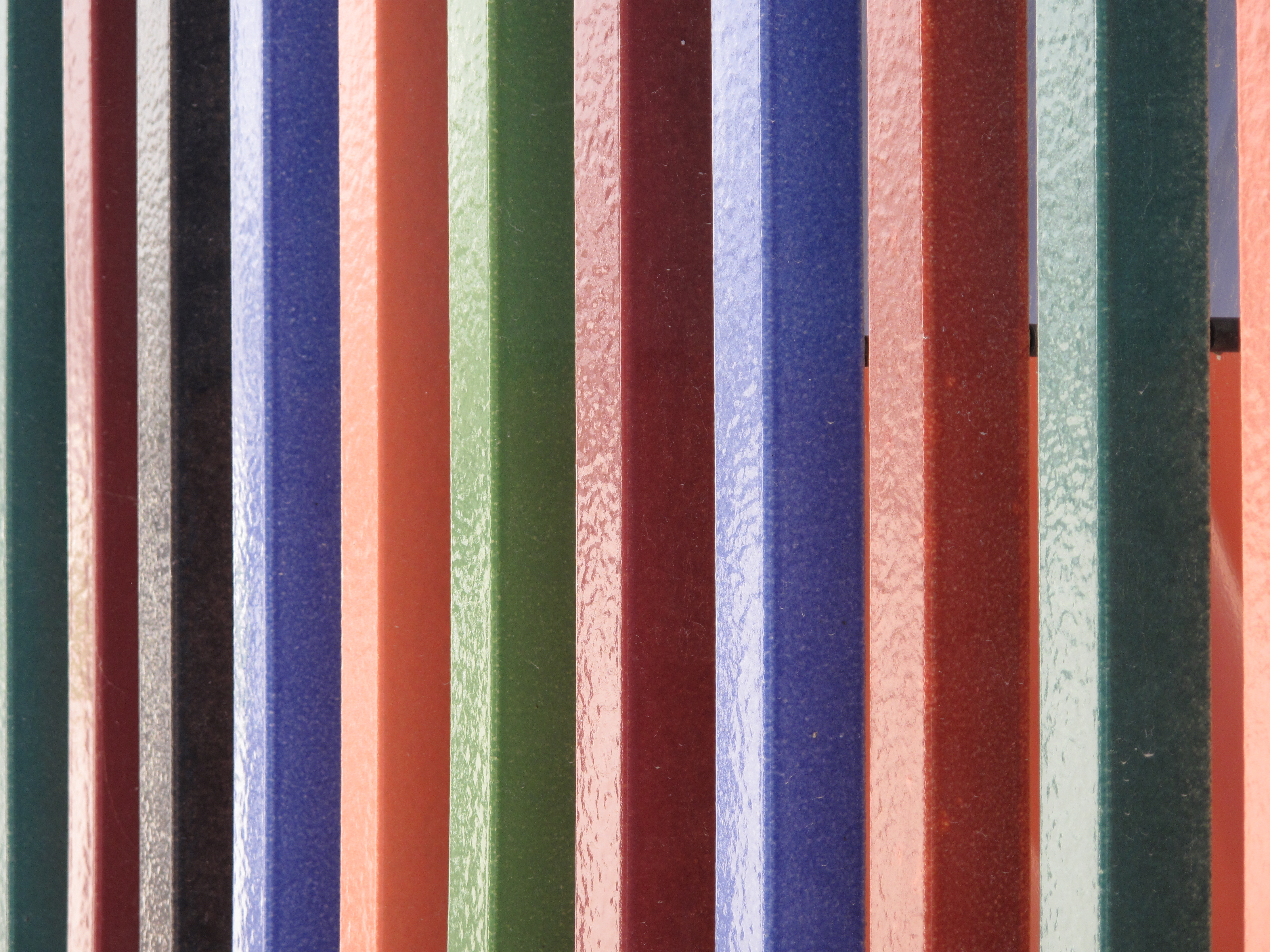
Fasaddetalj
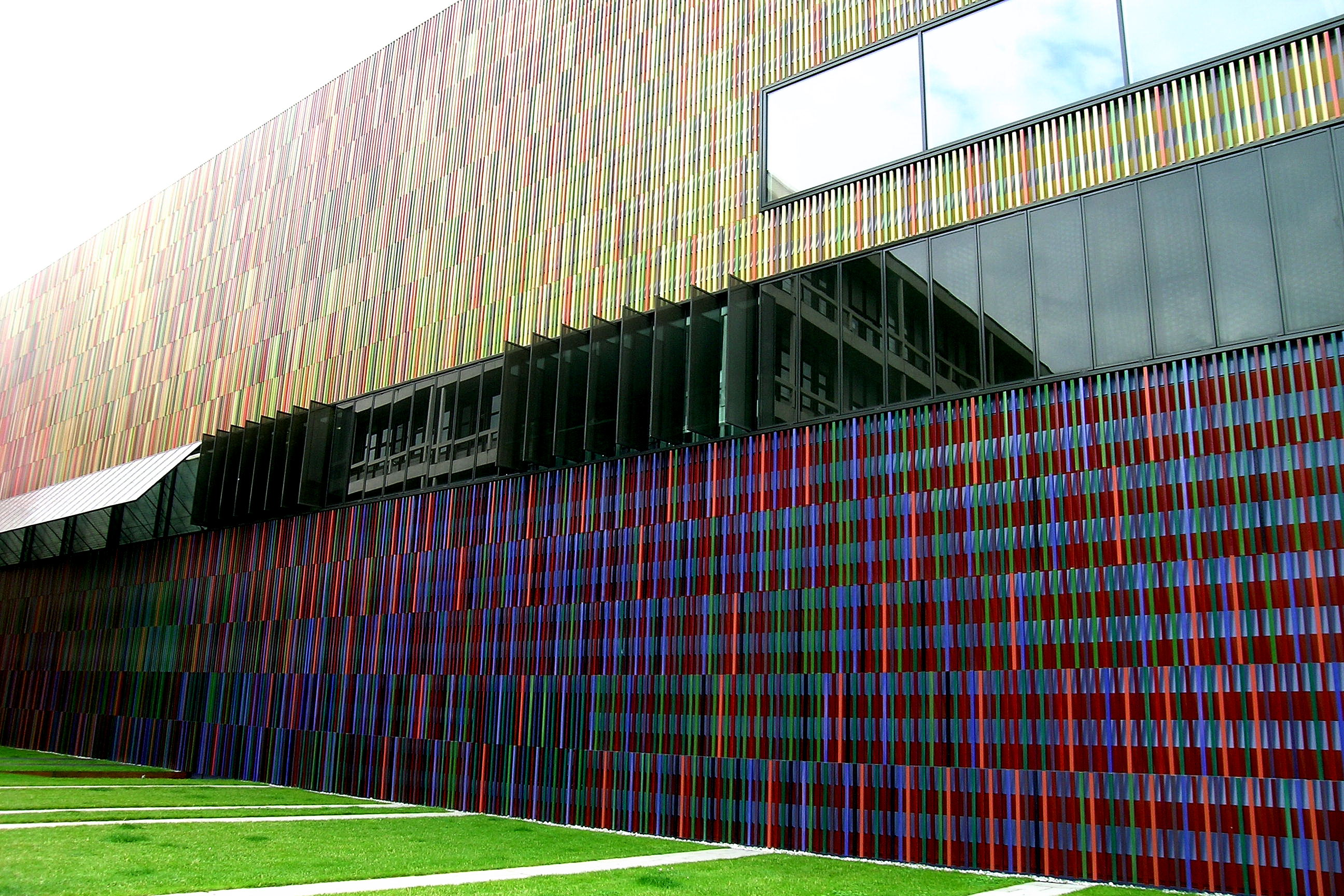
Fönster och fasad
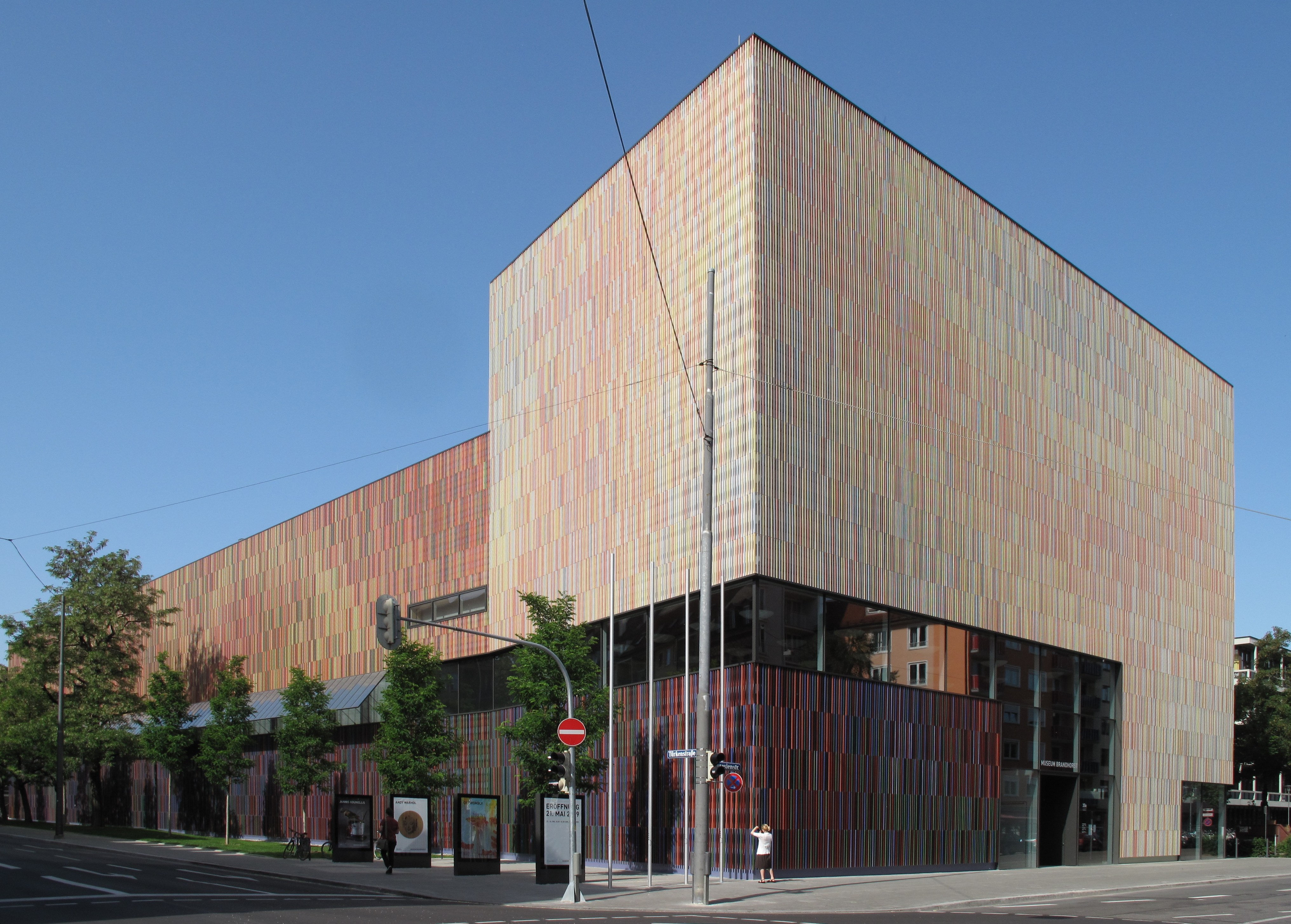
Museum Brandhorst vid hörnet av Türkenstrasse och Theresienstrasse
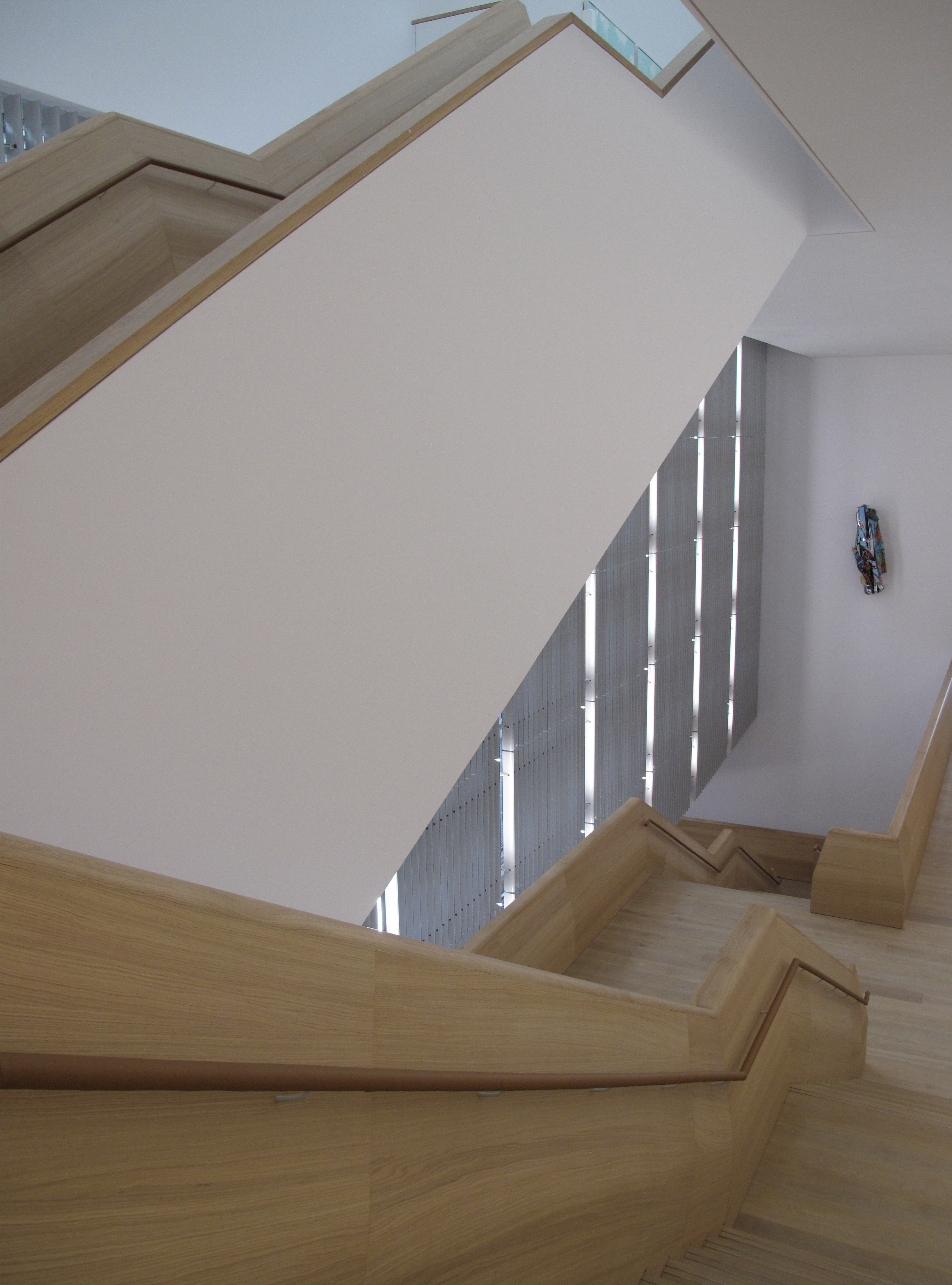
Trapphus